# Wilhelm Wille (Architekt)
Wilhelm Wille (* um 1874 in Schleswig; † 16. Juli 1929 in Berlin) war ein deutscher Architekt und preußischer Baubeamter.
Wille arbeitete in der staatlichen Bauverwaltung und war bis zu seinem Tod rund zwei Jahrzehnte beim Bau des Pergamonmuseums in Berlin tätig, das unter der Leitung von Ludwig Hoffmann ausgeführt wurde. Bei diesem Projekt arbeitete er auch mit dem Statiker Otto Leitholf zusammen.
Wille war mit der Präsentation des Pergamonaltars im Rahmen von Alfred Messels Museumsentwurf nicht einverstanden und schlug Alternativen für die Präsentation vor, was in den 1920er Jahren zu Kontroversen führte.
Seine berufliche Beziehung zu Ludwig Hoffmann scheint davon nicht beeinträchtigt gewesen zu sein, Hoffmann schrieb 1929 in einem kurzen Nachruf:

„Und dieses Interesse an der Arbeit, dieses Einsetzen seiner Persönlichkeit für die Sache, der er diente, das war es, was sich immer wieder diese 30 Jahre hindurch zeigte, in denen ich ohne Unterbrechung seine Entwicklung verfolgen konnte, bei allen Arbeiten, die ihm übertragen wurden. Das war es, was ihn mir zum unermüdlichen Helfer bei so vielen Bauaufgaben machte, […]“

Wilhelm Wille starb im Alter von 55 Jahren in seiner Wohnung in der Hardenbergstraße 38 und wurde auf dem Berliner Kaiser-Wilhelm-Gedächtnis-Friedhof in Berlin-Westend beigesetzt. Das Grab ist nicht erhalten.